# Грб Саксоније
Грб Саксоније је званични грб немачке Слободне државе Саксоније. Грб је настао у XII веку, али у овом облику, као грб покрајине усвојен је 1990. године.

## Опис грба
Грб данашње немачке Саксоније представљен је на штиту подељеном на десет хоризонталних пруга, од чега је пет црних и пет златних, пореданих наизменично са почетном црном пругом одозго. Ова поља подељена су косом дијагоналом из горњег левог угла ка доњем десном, гледано из угла посматрача. Коса дијагонала је зелене боје и подсјећа на стилизовану круну са четири листа винове лозе.
Грб је такође приказан и на државној застави Саксоније.